# Imadol
Imadol es un pueblo ubicado en el distrito de Lalitpur, Nepal.

## Superficie
Cuenta con una superficie de 4,031 kilómetros cuadrados.

## Demografía
Hasta 2015 la población era de 30 150 habitantes, con una densidad de población de 7480 habitantes por kilómetro cuadrado. Con una población masculina y femenina de 15 529 (51,5%) y 14 621 (48,5%) respectivamente.
| Gráfica de evolución demográfica de Imadol entre 1975 y 2015 |
|                                                              |
| Datos según el Centro Común de Investigación.                |